# Улянівка (Кам'янець-Подільський район)
Уля́нівка — село в Україні, у Гуменецькій сільській територіальній громаді Кам'янець-Подільського району Хмельницької області.

## Назва
Як стверджують дослідники, Улянівка у своїй назві має політичне забарвлення. Назвали населений пункт «на прохання трудящих» ім'ям засновника країни Рад — Ульянова. Щоб підкреслити «радянськість» тих чи інших найменувань населених пунктів, їх дуже часто ускладнювали атрибутивними означеннями «червоний» (червона, червоне), «радянський» (радянська, радянське), «жовтневий» (жовтнева, жовтневе), «ленінський» (ленінське, улянівське).
Назва села внесена на мапу змін назв населених пунктів України проєкту Декомунізація.

## Географія
Подільське село Улянівка розкинулось на подільській височині в південно-західній частині України, за 10 кілометрів автодорогами від міста Кам'янець-Подільський. Село межує в східному напрямку з лісом та селом Голосків. Неподалік Улянівки проходить автомобільна дорога регіонального значення Р48.

### Клімат
Улянівка знаходяться в межах вологого континентального клімату із теплим літом, але діяльність людини призводить до поганих змін та глобального потепління. Рівень наповнення річок водою по країні становить лише 20 % від необхідного стандарту. Для покращення ситуації варто було б відновлювати екосистеми та лісові насадження.

## Історія
Село засноване в 1928 році, в період примусової колективізації. Улянівка починала своє існування як маленький хутірець.
В 1932–1933 селяни села пережили Голодомор.
По закінченню Другої світової війни у 1946—1947 роках село вчергове пережило голод.
З 1991 року в складі незалежної України.
З 13 серпня 2015 року шляхом об'єднання Абрикосівської, Великозаліснянської, Голосківської, Гуменецької, Думанівської, Заліської Другої, Нігинської та Супрунковецької сільських рад село увійшло до складу Гуменецької сільської громади.

## Населення
Населення становить 311 осіб станом на 2001 рік.
У 2015 році населення становить 267 осіб.

### Мова
У селі поширені західноподільська говірка та південноподільська говірка, що відносяться до подільського говору, який належить до південно-західного наріччя.
Розподіл населення за рідною мовою за даними перепису 2001 року:
| Мова       | Відсоток |
| ---------- | -------- |
| українська | 99,36%   |
| російська  | 0,64%    |

## Інфраструктура
Єдиний соціальний об'єкт інфраструктури - це сільський клуб.
У середині 60-их селі будується тваринницька ферма. На завершення комплексу грошей не вистачило. Наприкінці 80-их справа знову зрушила з місця. За короткий термін завершили обладнання ферми та завезли поголів'я худоби. На початку 1995 року в господарстві нараховувалося 1780 голів великої рогатої худоби.
Землі села обробляють два агропідприємства - ФГ «Ювенга» та ВК «Іскра-2007».

## Охорона природи
Село лежить у межах національного природного парку «Подільські Товтри».

## Галерея

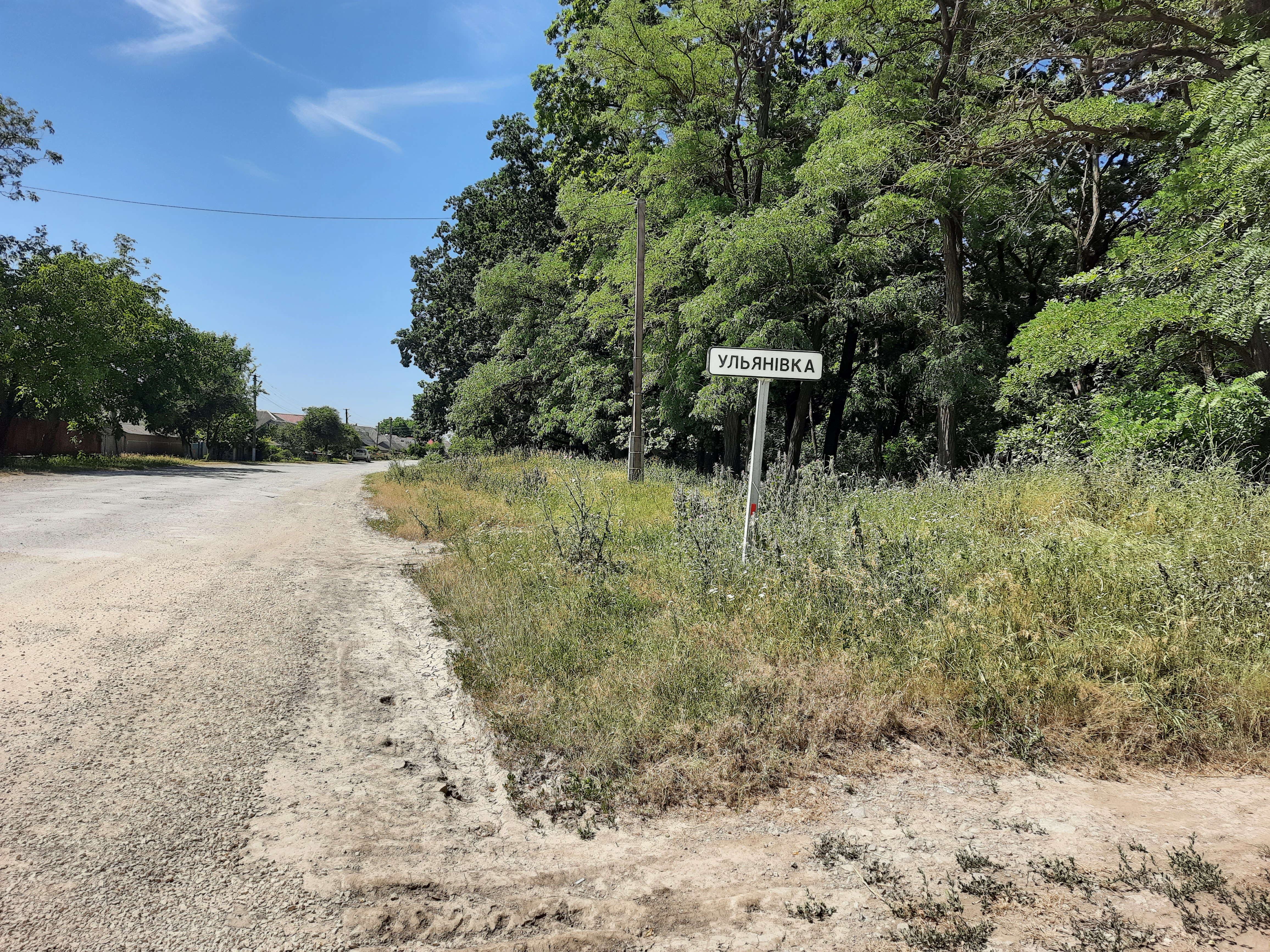
Дорожній знак при в'їзді в село
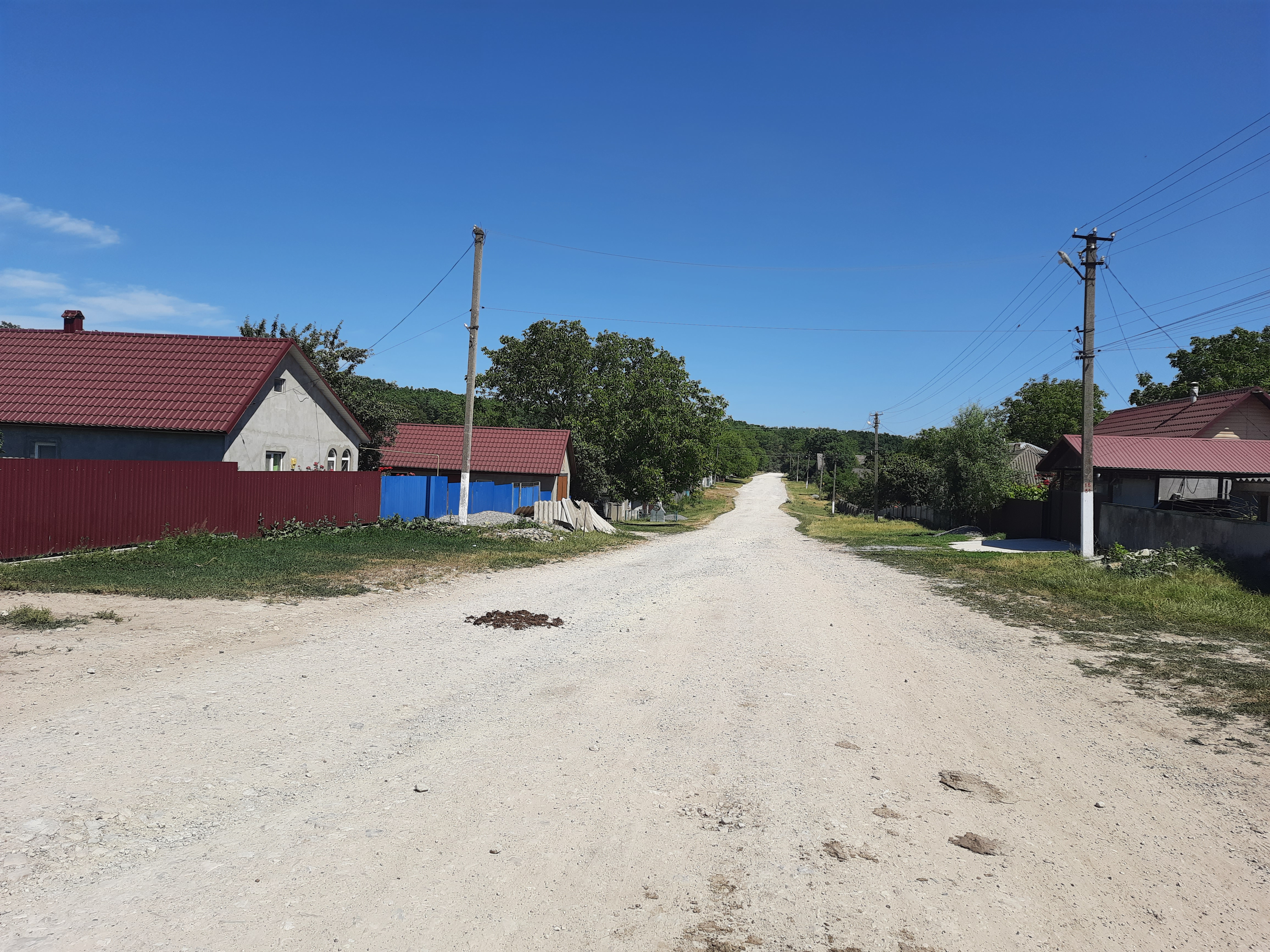
Сільська вулиця
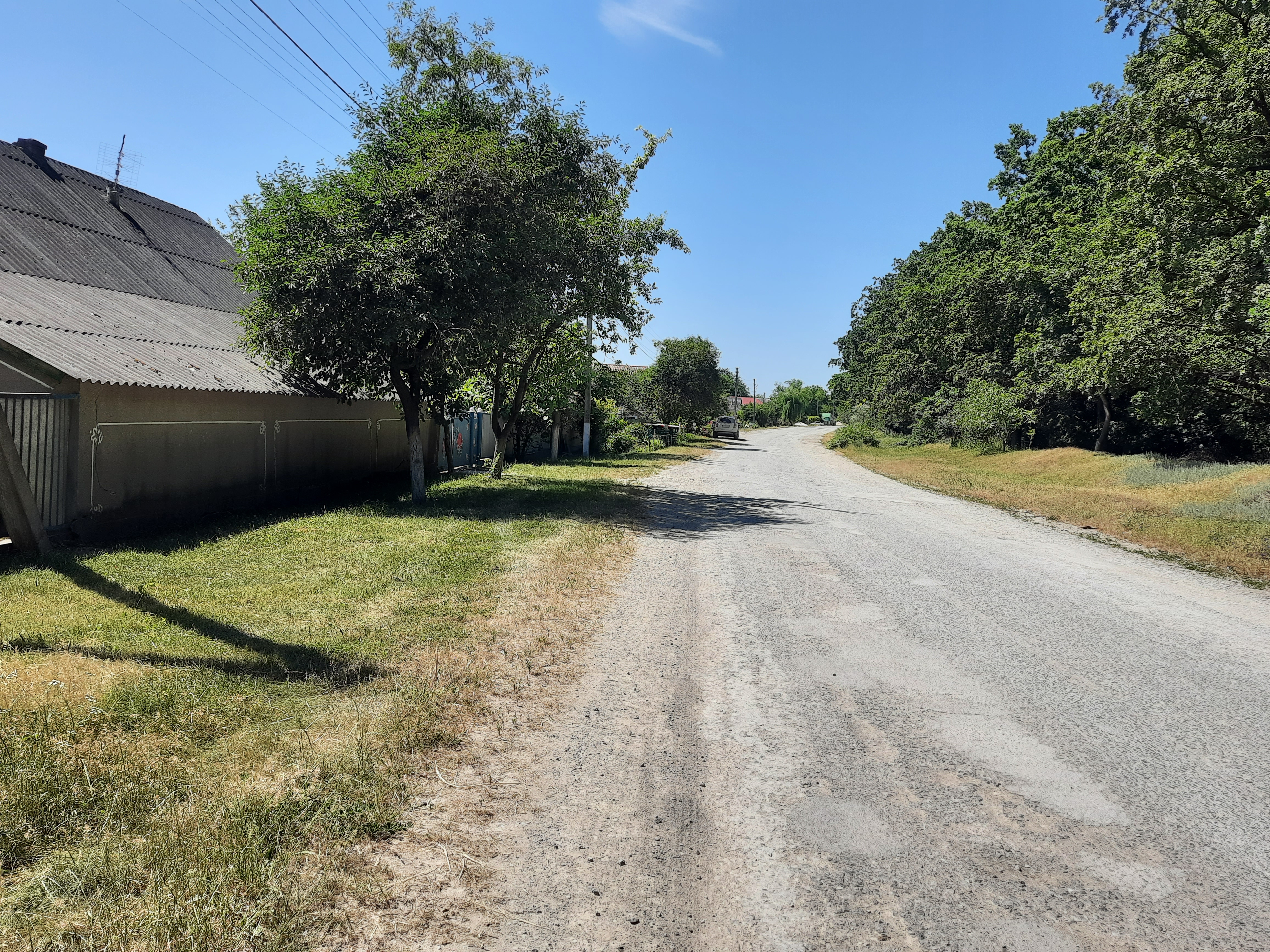
Сільська вулиця
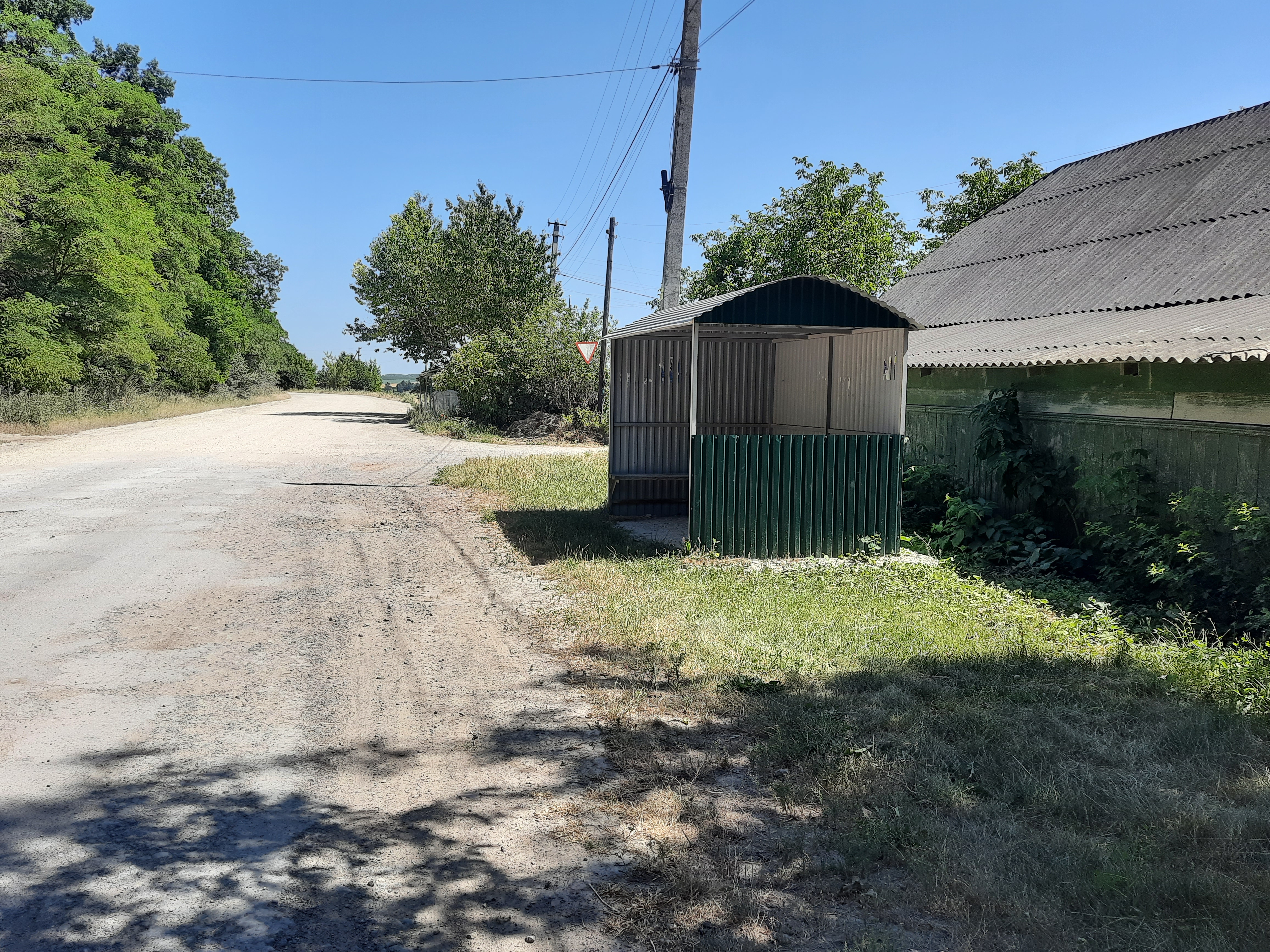
Автобусна зупинка
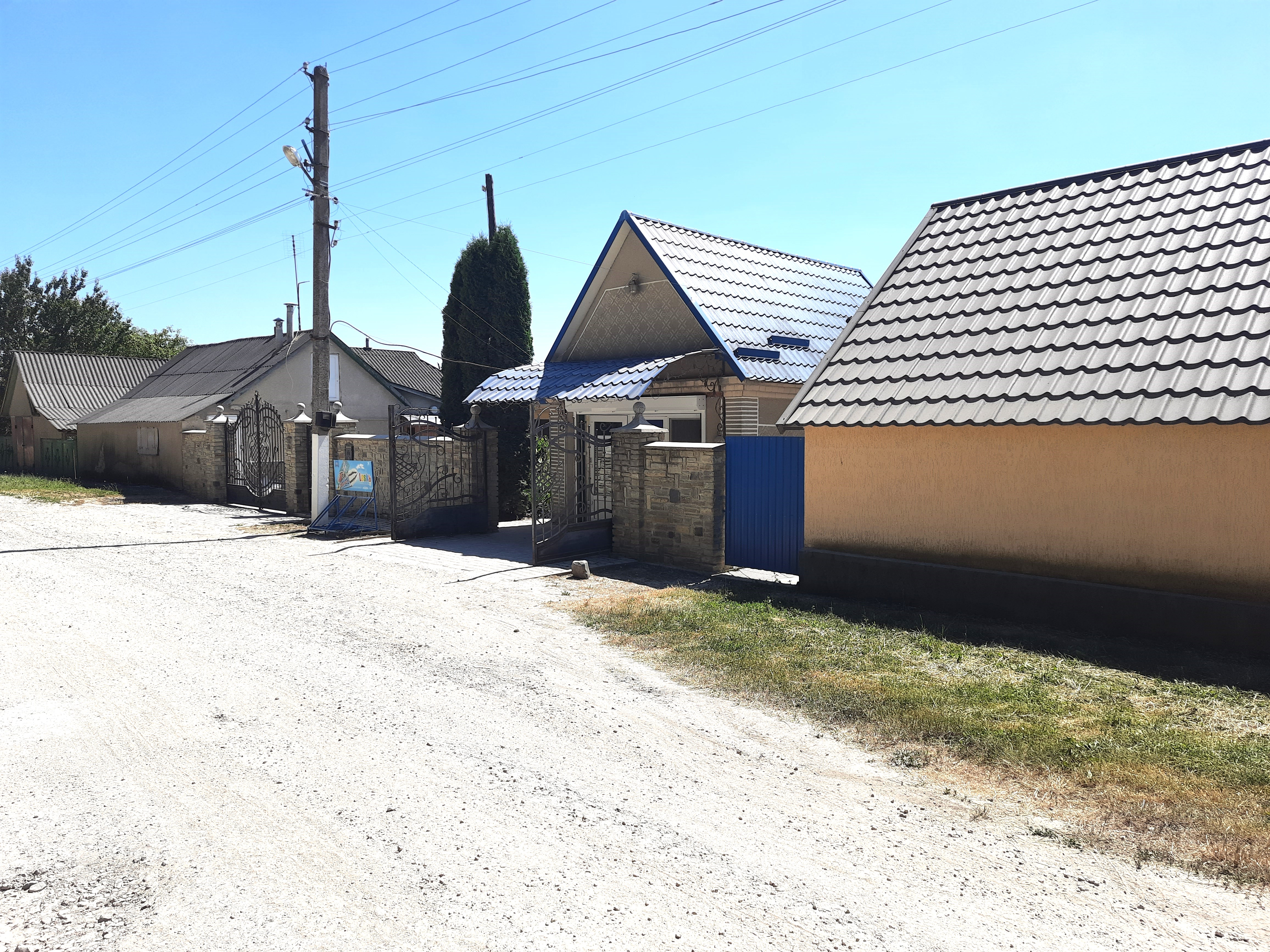
Крамниця